# Ottawa (Illinois)
Ottawa es una ciudad ubicada en el condado de LaSalle en el estado estadounidense de Illinois. En el Censo de 2010 tenía una población de 18768 habitantes y una densidad poblacional de 566,12 personas por km².

## Geografía
Ottawa se encuentra ubicada en las coordenadas 41°21′12″N 88°49′55″O / 41.35333, -88.83194. Según la Oficina del Censo de los Estados Unidos, Ottawa tiene una superficie total de 33.15 km², de la cual 31.08 km² corresponden a tierra firme y (6.24%) 2.07 km² es agua.

## Demografía
Según el censo de 2010, había 18768 personas residiendo en Ottawa. La densidad de población era de 566,12 hab./km². De los 18768 habitantes, Ottawa estaba compuesto por el 93.39% blancos, el 2.04% eran afroamericanos, el 0.31% eran amerindios, el 0.92% eran asiáticos, el 0.01% eran isleños del Pacífico, el 1.82% eran de otras razas y el 1.51% pertenecían a dos o más razas. Del total de la población el 7.49% eran hispanos o latinos de cualquier raza.